# Coelioxys simillima
Coelioxys simillima är en biart som beskrevs av Smith 1854. Coelioxys simillima ingår i släktet kägelbin, och familjen buksamlarbin. Inga underarter finns listade i Catalogue of Life.